# Komati
Komati (ang. Komati River, port. Rio Incomati) – rzeka w południowo-wschodniej Afryce, w Południowej Afryce, Mozambiku i Eswatini.
Źródła rzeki znajdują się w pobliżu miasta Breyten, we wschodniej Republice Południowej Afryki. Rzeka płynie początkowo w kierunku północnym, po czym skręca na wschód. Dalej rzeka wpływa na terytorium Eswatini, gdzie skręca na północny wschód i powraca na terytorium RPA. W pobliżu miasta Komatipoort do Komati wpada jej główny dopływ – Crocodile. Jednocześnie rzeka wpływa do Mozambiku, gdzie łukiem zawraca na południe. Ujście rzeki znajduje się na południowym skraju Mozambiku, na północny wschód od Maputo.